# Február 13.
Február 13. az év 44. napja a Gergely-naptár szerint. Az évből még 321 (szökőévekben 322) nap van hátra.
Névnapok: Ella, Linda + Benignusz, Elli, Füzike, Gergely, Gergő, Gerő, Jordán, Jordána, Jótám, Katalin, Katarina, Katerina, Katica, Katinka, Kitti, Katrina, Leila, Lejla, Léla, Levente, Maura, Relinda

## Események

### Politikai események
- 1542 – Catherine Howard angol királynét, VIII. (Tudor) Henrik ötödik feleségét házasságtörés vádjával lefejezik.
- 1917 – Kémkedés vádjával párizsi hotelszobájában letartóztatják Mata Harit.
- 1945 – A szovjet csapatok elfoglalják Budapestet. Az ostrom során meghalt vagy fogságba esett szinte a teljes 79 000 fős védősereg, rajtuk kívül kb. 50 000–100 000 civil személyt hurcoltak el az oroszok.
- 1945 – A brit és az amerikai légierő bombázza Drezdát, a menekültekkel zsúfolt, védtelen várost. Drezda központja teljesen megsemmisül, a foszforos bombákkal előidézett tűzvészben 80 000–250 000-en vesztik az életüket.
- 1968 – Csíkszeredában tüntetésekre került sor azért, hogy Hargita megye székhelye ott legyen és ne Székelyudvarhelyen. Az utcai megmozdulások során a városból és a környéki falvakból szervezetten vagy spontán módon érkező emberek a pártbizottság épülete elé vonultak. (ld. még Magyar Autonóm Tartomány)
- 1968 – Az Amerikai Egyesült Államok további 10 500 katonát küld Vietnámba.
- 1975 – A Ciprusi Török Szövetségi Állam létrejötte (1983-tól Észak-ciprusi Török Köztársaság)
- 2008 – Abdullah A. Badawi maláj miniszterelnök feloszlatja a parlamentet és bejelenti, hogy előre hozott választásokat tartanak, melyet Mizan Zainal Abidin király jóváhagy.
- 2012 – Az Országgyűlés jóváhagyta a Horvátország Európai Unióhoz való csatlakozásáról szóló szerződést.[1]

### Tudományos és gazdasági események
- 1867 – Brüsszelben megkezdték a Senne folyó beborítását, amivel együtt mintegy 1100, többnyire fából épült házat is elbontanak. A letarolt és beborított területen építik fel eztán a mai belváros nagy részét.
- 1960 – Franciaország elvégzi első, 70 kilotonnás kísérleti atombomba robbantását az algériai Reggane-ban, kódnév: „Gerboise bleue”).
- 1966 – Szovjetunió kísérleti atombomba robbantást hajt végre Kelet-Kazahsztánban Szemipalatyinszk közelében.
- 1978 – Az Amerikai Egyesült Államok kísérleti atombomba robbantást hajt végre a nevadai sivatagban létrehozott tesztbázison.
- 2012 – Több más műhold társaságában pályára állították a Masat–1 magyar műholdat, az ESA új Vega hordozórakétájának első küldetésén.[2]

### Kulturális események
- 1948 – A magyar kormányzat megalapítja a Kossuth-díjat, a kiemelkedő kulturális és művészi teljesítmények elismerésére. A díjat első alkalommal 1948. március 15-én adták át.
- 1962 – Első alkalommal átadják a Kazinczy-díjat.

#### Irodalmi, színházi és filmes események
- 1972 – Bemutatják a Grease című musicalt a New York-i Broadway-n.

### Sportesemények
1972 – Véget ér a 11. téli olimpiai játékok Szapporóban, Japánban.

### Egyéb események
1973 – 10%-ot devalválódik egyetlen napon az amerikai dollár.

## Születések
- 1766 – Thomas Malthus angol demográfus, az angol klasszikus közgazdaságtan fontos képviselője († 1834)
- 1800
  - Brassai Sámuel nyelvész, filozófus, természettudós, az MTA tagja († 1897)
  - Vecsei József (névváltozat: Vecsey) filozófus, kollégiumi tanár, református lelkész († 1855)
- 1801 – Kardos János magyarországi szlovén költő, író, műfordító († 1873)
- 1812 – Bobics Károly vízépítő mérnök († 1887)
- 1813 – Doleschall Gábor magyar orvos, botanikus († 1891)
- 1820 – Jakab Elek történész, művelődéstörténész, levéltáros, jogász, az MTA tagja(† 1897)
- 1829 – Ökröss Bálint jogtudós, az MTA tagja († 1889)
- 1842 – Török Aurél orvos, egyetemi tanár, antropológus, az MTA tagja († 1912)
- 1857 – Quittner Zsigmond magyar műépítész († 1918)
- 1865 – Csók István kétszeres Kossuth-díjas magyar festőművész († 1961)
- 1870 – Leopold Godowsky lengyel-amerikai zeneszerző, zongoraművész és zenepedagógus († 1938)
- 1873 – Fjodor Ivanovics Saljapin orosz operaénekes († 1938)
- 1885 – George Fitzmaurice Franciaországban született amerikai filmrendező, producer († 1940)
- 1886 – Csűry Bálint nyelvész, nyelvjáráskutató, az MTA tagja († 1941)
- 1887 – Csáth Géza magyar író († 1919)
- 1893 – Schaffer Alfréd magyar labdarúgó, edző († 1945)
- 1903
  - Georgij Mihajlovics Berijev szovjet repülőgéptervező († 1979)
  - Georges Simenon francia nyelvű belga író († 1989)
- 1907 – Rajz János Kossuth- és Jászai Mari-díjas magyar színész († 1981)
- 1910
  - Kormos Lajos Jászai Mari-díjas magyar színész, érdemes művész, színházigazgató († 1972)
  - Novák József tanár, régész, múzeumigazgató († 1986)
- 1919 – Fáy László magyar színész, a Győri Nemzeti Színház Örökös Tagja († 1998)
- 1920 – Luzsicza Lajos, magyar festőművész, grafikus († 2005)
- 1922 – Willi Heeks német autóversenyző († 1996)
- 1923 – Chuck Yeager amerikai berepülőpilóta, az első ember, aki vízszintes repülésben átlépte a hangsebességet († 2020)
- 1928 – Almássy Gizi magyar színésznő
- 1931 – Szalay Ferenc magyar festőművész, grafikus, tanár, érdemes művész († 2013)
- 1932 – Grétsy László magyar nyelvész († 2024)
- 1933 – Kim Novak amerikai színésznő
- 1934 – George Segal amerikai színész († 2021)
- 1938 – Oliver Reed angol színész († 1999)
- 1940 – Kótai József ötvös – éremművész
- 1941 – Bo Svenson Svédországban született amerikai színész
- 1944
  - Stockard Channing amerikai filmszínésznő
  - Szélyes Imre Jászai Mari-díjas magyar színművész, rendező († 2023)
- 1945 – Földes László (Hobo) Kossuth-díjas magyar blues-énekes, dalszövegíró
- 1948 – Jim Crawford brit autóversenyző († 2002)
- 1950 – Peter Gabriel angol zenész, zeneszerző
- 1952 – Soledad Silveyra argentin színésznő
- 1955 – Piotr Machalica lengyel színész († 2020)
- 1958 – Pernilla August svéd színésznő, rendező és forgatókönyvíró
- 1959 – Nádházy Péter magyar színész
- 1960 – Pierluigi Collina olasz nemzetközi labdarúgó-játékvezető
- 1968 – Kelly Hu amerikai színésznő
- 1974 – Robbie Williams brit zenész, popénekes
- 1977 – Randy Moss amerikai-futball játékos
- 1978 – Gigor Attila magyar filmrendező, forgatókönyvíró, színész
- 1979 – Anders Behring Breivik norvég terrorista
- 1980 – Irina Naumenko kazah atléta
- 1982 – Vanja Rogulj horvát úszónő
- 1983 – Nick Noa fotográfus, író
- 1984
  - Hinkelien Schreuder holland úszónő
  - Lattenstein Norbert magyar labdarúgó
- 1985 – Farkas Györgyi magyar atléta
- 1987 – Raushee Warren amerikai ökölvívó
- 1988
  - Dimitrij Szajusztov orosz jégkorongozó[3]
  - Kovács Norbert magyar úszó
  - Gürbey İleri török színész
- 1991 - Bálint Örs Hunor magyar színész
- 1991 – Gömböcz Zoltán mechatronikai mérnök, közgazdász, gazdasági logisztikus, politikus
- 1993 – Alex Sawyer angol színész
- 1997 – Amer Gojak bosznia-hercegovinai válogatott labdarúgó

## Halálozások
- 1130 – II. Honoriusz pápa római pápa, a katolikus egyház 163. pápája, született Lamberto Scannabecchi néven, majd később felvette az Ostiai Lambert nevet
- 1141 – II. Béla magyar király, ragadványnevén Vak Béla (* 1108 körül)
- 1542 – Howard Katalin VIII. Henrik angol király 5. felesége (* 1520 körül)
- 1571 – Benvenuto Cellini olasz szobrász, ötvösművész, éremművész,(* 1500)
- 1678 – Bethlen János történész, erdélyi kancellár (* 1613)
- 1787 – Ruđer Bošković ragúzai születésű dalmát jezsuita természettudós, matematikus, asztronómus, filozófus (* 1711)
- 1806 – Ambrózy Sámuel magyar evangélikus prédikátor (* 1748)
- 1874 – Alekszandr Nyikolajevics Lüders orosz tábornok (* 1790)
- 1883 – Richard Wagner német zeneszerző, karmester, esztéta (* 1813)
- 1898 – kőröspataki gróf Kálnoky Gusztáv Zsigmond osztrák–magyar diplomata, az Osztrák–Magyar Monarchia közös külügyminisztere (* 1832)
- 1898 – Finály Henrik magyar nyelvész (* 1825)
- 1931 – Bassa Iván magyarországi szlovén író, politikai vezető (* 1875)
- 1934 – Pusztai József író, költő, újságíró (* 1864)
- 1937 – Nagy István magyar festőművész (* 1873)
- 1941 – Csűry Bálint nyelvész, nyelvjáráskutató, az MTA tagja (* 1886)
- 1956 – Jan Łukasiewicz lengyel matematikus, logikus és filozófus (̈* 1878)
- 1957 – Jászi Oszkár magyar társadalomtudós, szerkesztő, politikus (* 1875)
- 1976 – Paul Russo amerikai autóversenyző (* 1914)
- 1977 – Pogácsás György magyar mezőgazdász, egyetemi tanár, politikus (* 1919)
- 1992 – Kovács Gyula („Mr. Dob”), magyar zenész, ütős hangszeres, dzsesszdobos (* 1927)
- 1996 – Martin Balsam amerikai színész (* 1919)
- 1997 – id. Rubik Ernő Kossuth-díjas gépészmérnök, pilóta (* 1910).
- 1999 – Heckenast Gusztáv történész (* 1922)
- 2003 – Stacy Keach sr. amerikai színész (* 1914)
- 2005 – Maurice Trintignant francia autóversenyző (* 1917)
- 2006 – Andreas Katsulas görög-amerikai színész (* 1946)
- 2008 – Henri Salvador francia énekes (* 1917)
- 2012 – Frank Braña spanyol színész (* 1934)
- 2013 – Zsíros Tibor magyar kosárlabdázó, kosárlabdaedző, játékvezető (* 1930)
- 2015 – Erdélyi Zsuzsanna Kossuth-díjas magyar néprajztudós, folklorista, a nemzet művésze (* 1921)
- 2017 – Cseri Kálmán református lelkipásztor (* 1939)
- 2018 – Zalaváry Lajos Kossuth-díjas magyar építész, a nemzet művésze (* 1923)
- 2019 – Tandori Dezső Kossuth-díjas magyar költő, író, műfordító, a nemzet művésze (* 1938)

## Ünnepek, emléknapok, világnapok
- Budapest ostroma végének emléknapja. „Budapest felszabadulása” néven is ismert. A várost a német megszállás alól felszabadító szovjet csapatok szállták meg.
- Faunus ünnepe az ókori Rómában[4]
- Észak-Ciprus ezen a napon vált el Ciprustól (1975). Az ország függetlenségének napja.
- a rádió világnapja (2012 óta, annak emlékére, hogy 1946-ban az ENSZ ezen a napon hozott határozatot saját rádiójának létrehozásáról)[5]